# Liste der Naturdenkmale in Lehrensteinsfeld
| Naturdenkmale | Anzahl |
| ------------- | ------ |
| FND           | 3      |
| END           | 0      |
| Gesamt        | 3      |

Die Liste der Naturdenkmale in Lehrensteinsfeld nennt die verordneten Naturdenkmale (ND) der im baden-württembergischen Landkreis Heilbronn liegenden Gemeinde Lehrensteinsfeld. In Lehrensteinsfeld gibt es insgesamt drei als Naturdenkmal geschützte Objekte, alle sind flächenhafte Naturdenkmale (FND), keines ist ein Einzelgebilde-Naturdenkmal (END).
Stand: 1. November 2016.

## Flächenhafte Naturdenkmale (FND)
| Name                           | Bild | Kennung     | Einzelheiten     | Position | Fläche Hektar | Datum         |
| ------------------------------ | ---- | ----------- | ---------------- | -------- | ------------- | ------------- |
| Feuchtgebiet „Baiershofwiesen“ | BW   | 81250570001 | Lehrensteinsfeld | ⊙        | 0,2           | 18. Juli 1986 |
| Feuchtgebiet „Pfadwiesen“      | BW   | 81250570003 | Lehrensteinsfeld | ⊙        | 0,4           | 18. Juli 1986 |
| Feuchtgebiet „Wehrle“          | BW   | 81250570002 | Lehrensteinsfeld | ⊙        | 0,6           | 18. Juli 1986 |
| Legende für Naturdenkmal       |      |             |                  |          |               |               |